# Enallagma signatum
Enallagma signatum là một loài chuồn chuồn kim trong họ Coenagrionidae.
Enallagma signatum is in 1861 voor het eerst wetenschappelijk beschreven door Hagen.